# Северус Снејп
Северус Снејп (енгл. Severus Snape; 9. јануар 1960 — 2. мај 1998) је лик из серије романа о Харију Потеру.
Био је полукрвни чаробњак, што значи да му је један родитељ био нормалац.
Северус Снејп је 1971. године уписао прву годину на Хогвортсу заједно са Лили Еванс, Џејмсом Потером, Питером Петигруом, Сиријусом Блеком и Ремусом Лупином.
Од раног детињства је заљубљен у Лили Еванс, касније Потер. У школи је изучавао мрачне вештине које су га фасцинирале.
Када је завршио Хогвортс 1978. године прикључује се Смртождерима, озлоглашеним присталицама Лорда Волдемора. Када сазнаје за пророчанство које каже да ће се крајем јула родити дечак (Хари) који ће имати моћи да уништи Волдемора, Снејп одмах то преноси своме господару. Када је Снејп сазнао да је Волдемор кренуо на Лили Потер, прешао је на другу страну, на страну Албуса Дамблдора који је био највећи чаробњак тога времена. После убиства Потерових Снејп се заклео Дамблдору да ће штитити Харија својим животом у знак сећања на Лили. То обећање и испуњава, али тајно да Хари то не би сазнао. Он 1997. године убија Дамблдора, јер Драко Мелфој то није учинио. То ради по Дамблдоровом наређењу. Северус погађа Дамблдора клетвом авада кедавра и он затим умире.
Године 1998. Волдеморова змија Нагини убија Северуса Снејпа зато што Воледемор мисли да је Снејп разоружао Дамблдора и да ће његовим убиством старозовни штапић почети њега да служи.